# 帝塚山
帝塚山（てづかやま）是大阪府大阪市阿倍野區西南部至住吉區西北部的地域名稱，關西的高級住宅區之一。明治以降，富裕層在此地構築邸宅、別邸，在大正期宅地化。

## 概要
位在上町台地西端，鄰近住吉大社。地名源自當地的帝塚山古墳。住居表示有阿倍野區帝塚山、住吉區帝塚山東・帝塚山中・帝塚山西，但是，廣義也包括阿倍野區北畠南部、萬代（跨阿倍野・住吉兩區）等地。作為高級住宅地的帝塚山多指阿倍野區帝塚山和住吉區帝塚山東・帝塚山中・帝塚山西。

## 交通
鐵道有南海高野線帝塚山車站、阪堺電氣軌道上町線在熊野街道上的併用軌道姬松停留場、帝塚山三丁目停留場、帝塚山四丁目停留場。

## 脚注
1. ↑  .   [2025-01-13]. （原始内容存档于2025-01-14）.

## 關連項目
- 田園調布
- 昭和摩登
- 六麓莊町
- 阪神間現代主義

## 外部連結
- 帝塚山音楽祭 （页面存档备份，存于）
- 住吉村常盤会 （页面存档备份，存于）